# Konungens adjutant- och ordonnansofficerskår
Konungens adjutant- och ordonnansofficerskår  var en militär kår som samlade de adjutanter och ordonnansofficerare som var knutna till Konungen i dennes roll som högste befälhavare över Krigsmakten. Ansvarig chef hade befattningen Förste adjutant. H.M. Konungens stab kan sägas vara en efterföljare till denna kår.

## Förste adjutanter och kårchefer
- 1821–1824: Mauritz Axel Lewenhaupt
- 1824–1825: Magnus Brahe
- 1825–1828: Palle Römer Fleischer
- 1828–1837: Johan Peter Lefrén
- 1837–1843: Sixten David Sparre
- 1843–1858: ?
- 1858–1867: Fabian Wrede
- 1867–1872: Sven Lagerberg

## Bilder

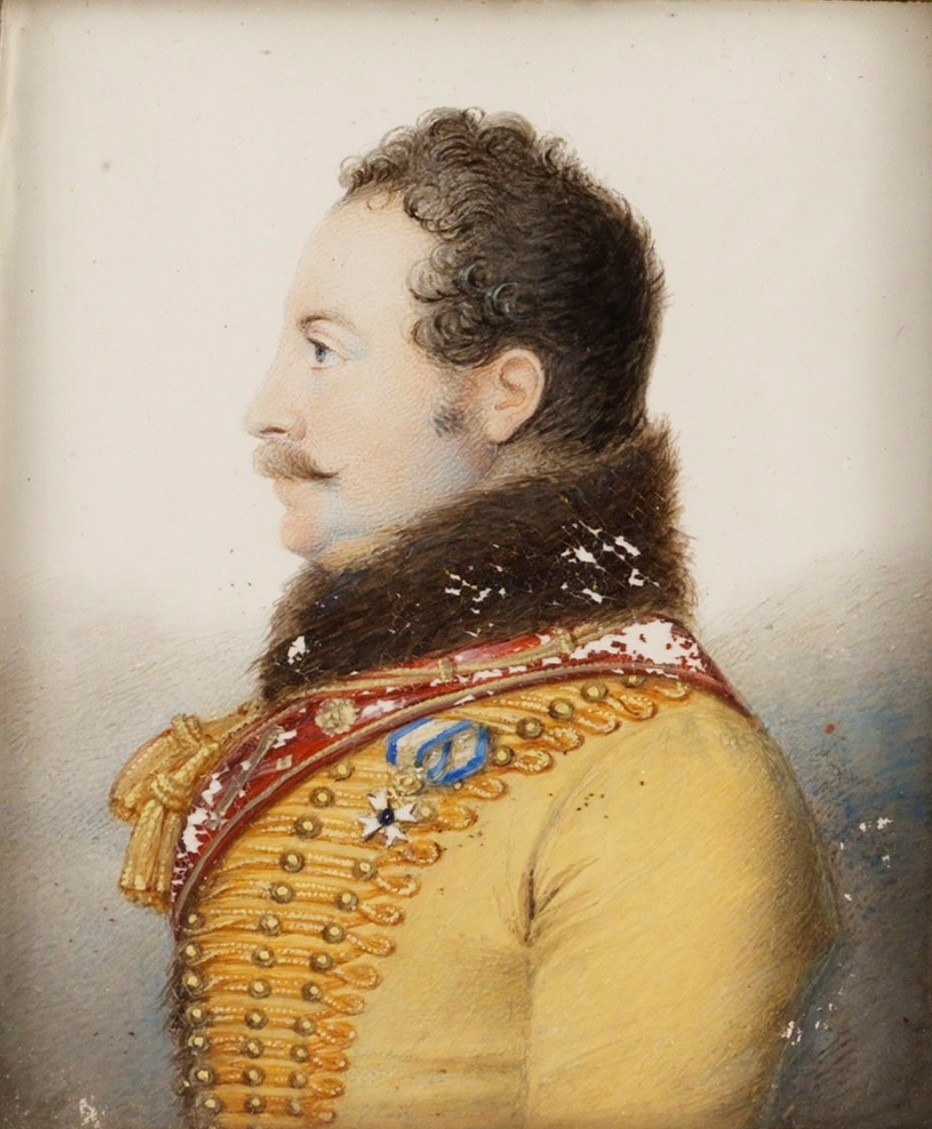
Sixten David Sparre i uniform för en adjutant i Konungens adjutant- och ordonnansofficerskår med Svärdsorden på bröstet. Avporträtterad av Jacob Axel Gillberg.